# Nicolas Lefebvre
 (février 2025).
La mise en forme du texte ne suit pas les recommandations de Wikipédia : il faut le « wikifier ».
Les points d'amélioration suivants sont les cas les plus fréquents. Le détail des points à revoir est peut-être précisé sur la page de discussion.
- Les titres sont pré-formatés par le logiciel. Ils ne sont ni en capitales, ni en gras.
- Le texte ne doit pas être écrit en capitales (les noms de famille non plus), ni en gras, ni en italique, ni en « petit »…
- Le gras n'est utilisé que pour surligner le titre de l'article dans l'introduction, une seule fois.
- L'italique est rarement utilisé : mots en langue étrangère, titres d'œuvres, noms de bateaux, etc.
- Les citations ne sont pas en italique mais en corps de texte normal. Elles sont entourées par des guillemets français : « et ».
- Les listes à puces sont à éviter, des paragraphes rédigés étant largement préférés. Les tableaux sont à réserver à la présentation de données structurées (résultats, etc.).
- Les appels de note de bas de page (petits chiffres en exposant, introduits par l'outil «  Source ») sont à placer entre la fin de phrase et le point final[comme ça].
- Les liens internes (vers d'autres articles de Wikipédia) sont à choisir avec parcimonie. Créez des liens vers des articles approfondissant le sujet. Les termes génériques sans rapport avec le sujet sont à éviter, ainsi que les répétitions de liens vers un même terme.
- Les liens externes sont à placer uniquement dans une section « Liens externes », à la fin de l'article. Ces liens sont à choisir avec parcimonie suivant les règles définies. Si un lien sert de source à l'article, son insertion dans le texte est à faire par les notes de bas de page.
- La présentation des références doit suivre les conventions bibliographiques. Il est recommandé d'utiliser les modèles {{Ouvrage}}, {{Chapitre}}, {{Article}}, {{Lien web}} et/ou {{Bibliographie}}. Le mode d'édition visuel peut mettre en forme automatiquement les références.
- Insérer une infobox (cadre d'informations à droite) n'est pas obligatoire pour parachever la mise en page.

Pour une aide détaillée, merci de consulter Aide:Wikification.
Si vous pensez que ces points ont été résolus, vous pouvez retirer ce bandeau et améliorer la mise en forme d'un autre article.
 (août 2018).
Pour les articles homonymes, voir Lefebvre.
Cet article possède un paronyme, voir Nicolas Lefèvre.
Nicolas Lefebvre né le 22 juin 1982 à Boulogne-Billancourt (Hauts-de-Seine, France) est un artiste français contemporain.

## Biographie
À l’âge de 18 ans, il commence un parcours d’études supérieurs à l'IESA et à l’École du Louvre au cours duquel il commence à collaborer avec des marchands d’art comme Jacques Lacoste. Celui-ci l’envoie à Lima au Pérou, à la recherche de mobilier de Jean Royère des années 1950. Lors de cette expédition, il approfondit ses connaissances dans le primitif et le naïf. De retour à Paris, il continue de travailler avec des antiquaires, tels que Jacques Delbos et Axel Vervoordt.
De 2003 à 2005, il assiste à Drouot, le commissaire-priseur Jean-Claude Binoche dans l’organisation de ventes d’Arts précolombiens, d'art africain traditionnel, art d'Océanie et d'Amazonie. À la suite de cet apprentissage, il installe, dans le sud de la France, son propre cabinet de curiosités. En s’inspirant du mur de l'atelier d’André Breton. Nicolas Lefebvre fait dialoguer notamment les œuvres de Gaston Chaissac, Jean Dubuffet, Andy Warhol et Jean Cocteau avec des antiquités et d’autres objets de curiosités.[réf. souhaitée]

## Expositions

### Expositions personnelles
- « Mater Nostra », Drouot, Paris, 2017[3]
- « Dont Forget Me Mama Africa », Art Paris Art Fair, Grand Palais (Paris), 2017[4]
- « UN », Mairie du 9e arrondissement de Paris, 2018[5]
- « Natura », Galerie Lucas Ratton, Saint-Tropez, France, 2020[6]
- « Ready-Made », Galerie Tourrette, Paris, France, 2021[7]

### Expositions collectives
- Scénographie, Spectacle de l’ensemble Badila, Musée national des Arts asiatiques - Guimet, Paris, 2012 [8]
- White Space Gallery, Londres, Great-Britain, 2017 [9]
- « Cabinet de Curiosités », Musée de l’Université, Hong-Kong, 2018[10]
- « À Quatre Mains », avec Sara Imloul, Paris Photo, Paris, France, 2020 [11]

## Livres et films

### Livres
- Assemblages, Édition OfrParis, 2024[12]

## Prix
- Prix de l'Ermitage, 2016 [13]